# Tackle ascensor

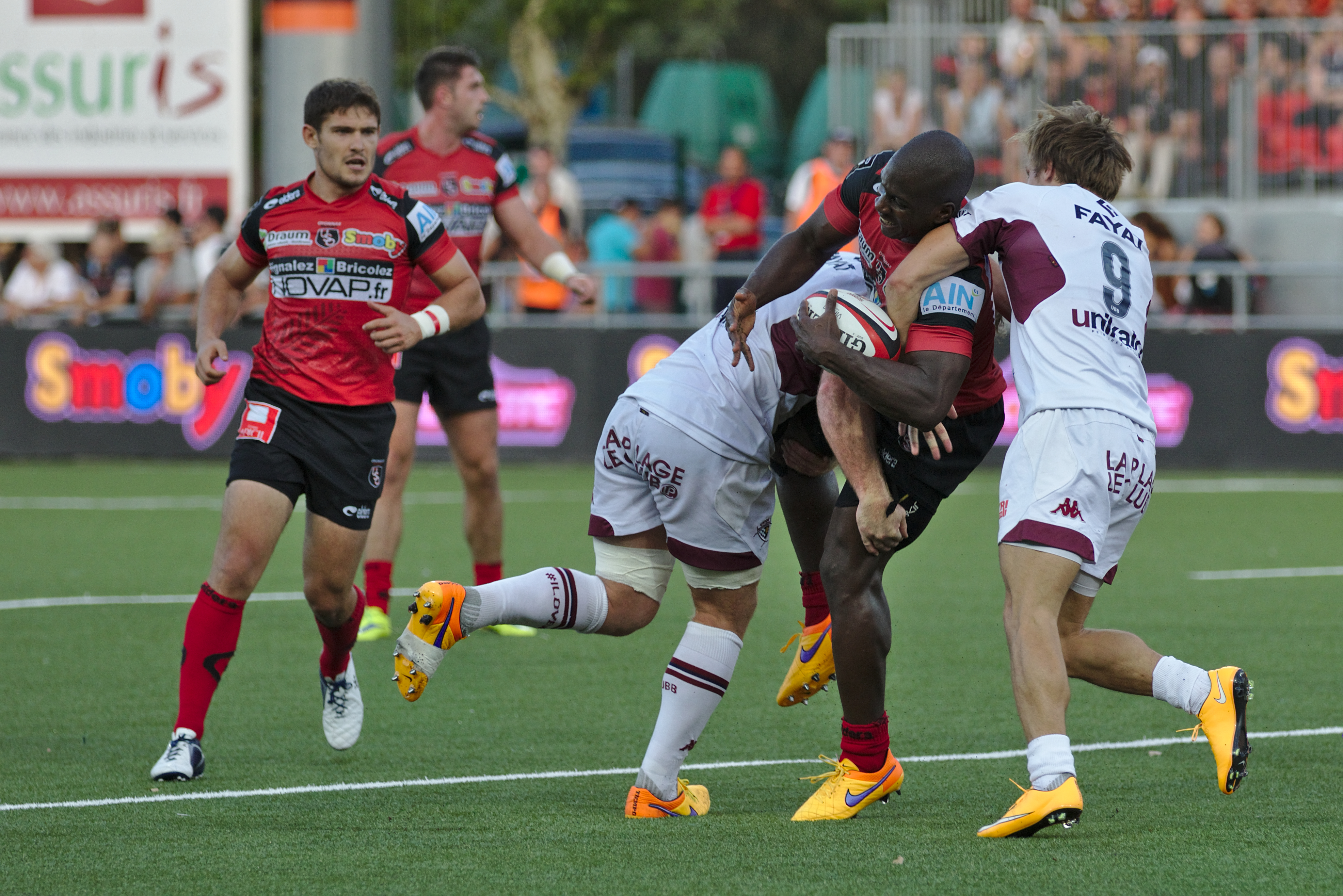
Inicio de un tackle ascensor.

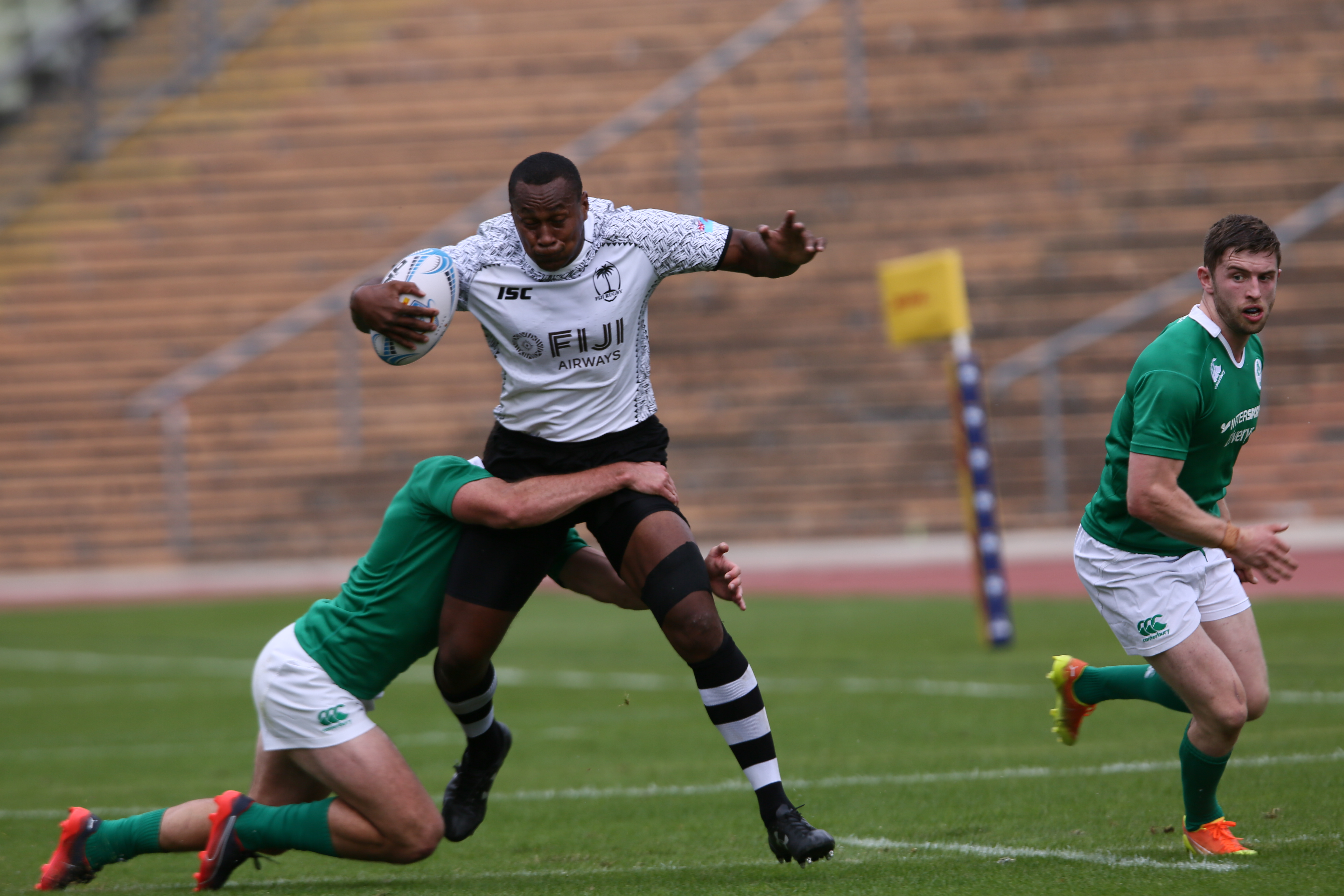
Posición correcta al tacklear.

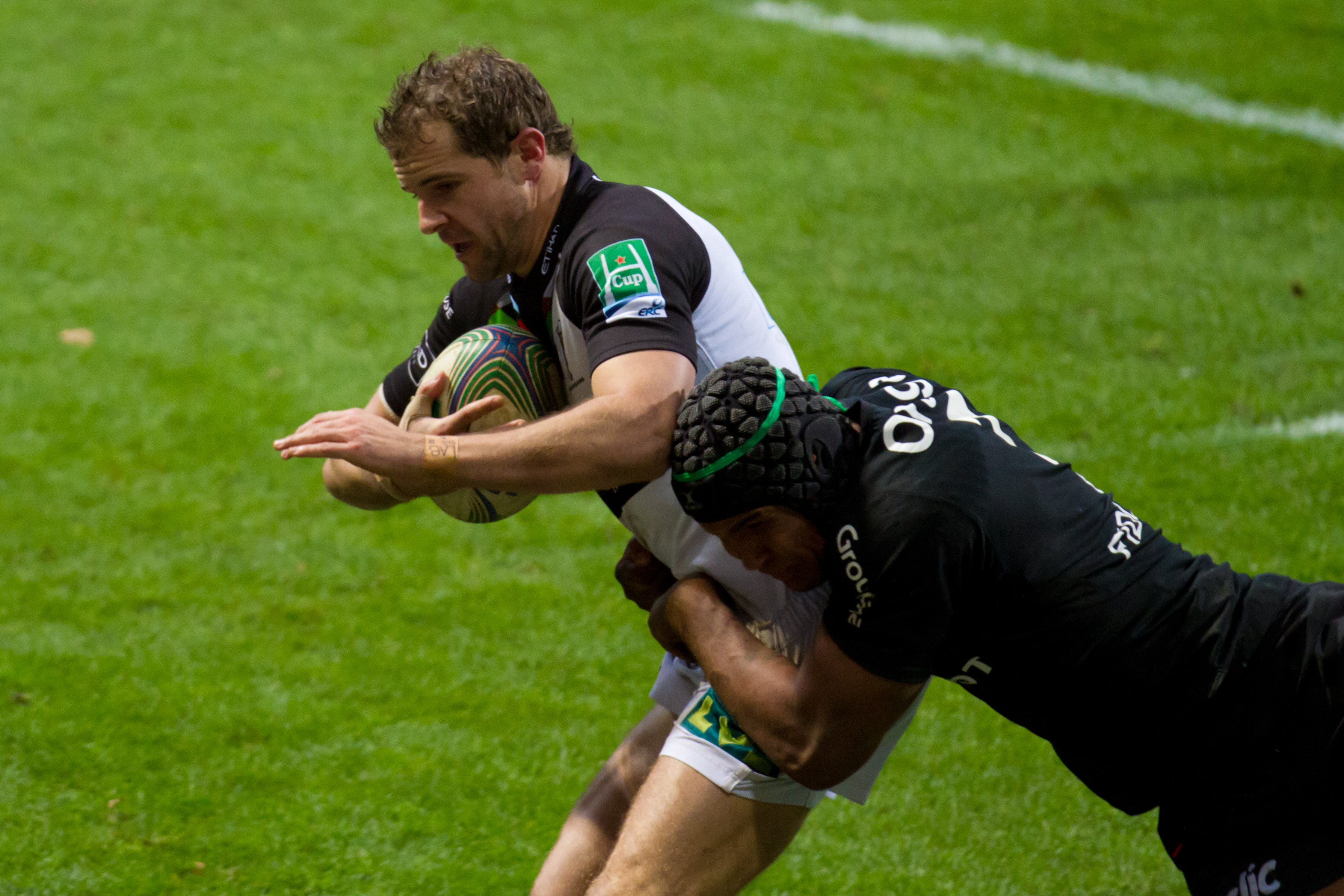
Un tackle correcto no produce lesiones.

El ascensor era un tipo de tackle que se empleaba en el rugby y fue prohibido. El movimiento consistía en levantar al oponente y hacerlo caer con su cabeza, espalda u hombros; o soltarlo en el aire para que caiga de esta manera.
Tras un estudio realizado por la World Rugby en la que se determinó que el movimiento era un riesgo factible de muerte, fue prohibido por el órgano en diciembre de 2010 y su uso provoca la expulsión directa del jugador.

## Historia
El Tackle ascensor produjo lesiones graves y gravísimas en la historia del deporte, como daños en la columna vertebral, hombros dislocados, rotura de clavículas y traumatismos en el cuello.
En el primer partido entre los All Blacks y los British and Irish Lions durante la Gira de los Leones Británico-Irlandeses 2005, el capitán Brian O'Driscoll tuvo una pelea con el kiwi Keven Mealamu y el centro Tana Umaga reaccionó aplicándole un tackle ascensor al irlandés, quien con la caída se rompió un hombro.
Umaga fue sancionado por la New Zealand Rugby que le quitó la capitanía y nunca más volvió a ser convocado al seleccionado, mientras que O'Driscoll debió ser operado y su recuperación le costó seis meses de inactividad. En el Reino Unido e Irlanda una campaña organizada por la Rugby Football Union instó a que el movimiento no sea empleado y los jugadores profesionales acataron el consejo.

### Abolición del ascensor
La presión ejercida a la WR por los aficionados británicos derivó en un estudio que demostró la peligrosidad obvia del movimiento, por lo que en junio de 2009 se reguló que: Para que un tackle ascensor sea penalizado, la cabeza o los hombros del jugador deben golpear el suelo primero y Un tackle ascensor no será penalizado si el jugador tackleado rompe su caída con sus brazos. Pero la nueva ley no evitó las lesiones y a su vez John Jeffrey, director de árbitros de la WR y una leyenda del rugby que se destacó por su efectivo tackleo, había impulsado la idea de abolir el ascensor.
En diciembre de 2010 la WR promulgó la ley que modificó el art. 10; inciso 4° (Tackle) del reglamento de juego y prohibió el movimiento.

## Ascensores célebres
- Kieron Dawson a Percy Montgomery en 2000.
- Jonny Wilkinson a Matt Giteau en la final de la Copa Mundial de Rugby de 2003.
- Sam Warburton a Vincent Clerc en semifinales de la Copa Mundial de Rugby de 2011.
- Leonardo Senatore a JJ Engelbrecht en el Rugby Championship 2013.